# Barrou (Fluss)
Der Barrou ist ein kleiner Fluss in Frankreich, der im Département Aude in der Region Okzitanien verläuft. Er entspringt in den östlichen Ausläufern der Corbières, im Gemeindegebiet von Embres-et-Castelmaure. Seine Quelle liegt an der Südflanke des Pech Remouli (517 m), beim Col du Barrou. Der Quellbach nennt sich zunächst Ruisseau des Canalettes, ändert dann nochmals den Namen auf Ruisseau de la Grave und nimmt ab Erreichen des Ortes Embres-et-Castelmaure seine definitive Bezeichnung an. Er entwässert generell in nordöstlicher Richtung durch den Regionalen Naturpark Corbières-Fenouillèdes und mündet nach insgesamt rund 16 Kilometern im Gemeindegebiet von Durban-Corbières als rechter Nebenfluss in die Berre.

## Orte am Fluss
(Reihenfolge in Fließrichtung)
- Embres-et-Castelmaure
- Saint-Jean-de-Barrou
- Durban-Corbières